# Chiesa di Santa Maria Assunta (Madruzzo)
La chiesa di Santa Maria Assunta è la parrocchiale a Calavino, frazione di Madruzzo in Trentino. Appartiene all'ex-decanato di Calavino e risale all'XI secolo.

## Storia
La prima chiesa fondata a Calavino risale all'XI secolo ma è possibile sia di epoca anteriore anche di secoli. Venne citata documentalmente nel 1236 e in tale anno fu realizzata la sua prima ricostruzione.

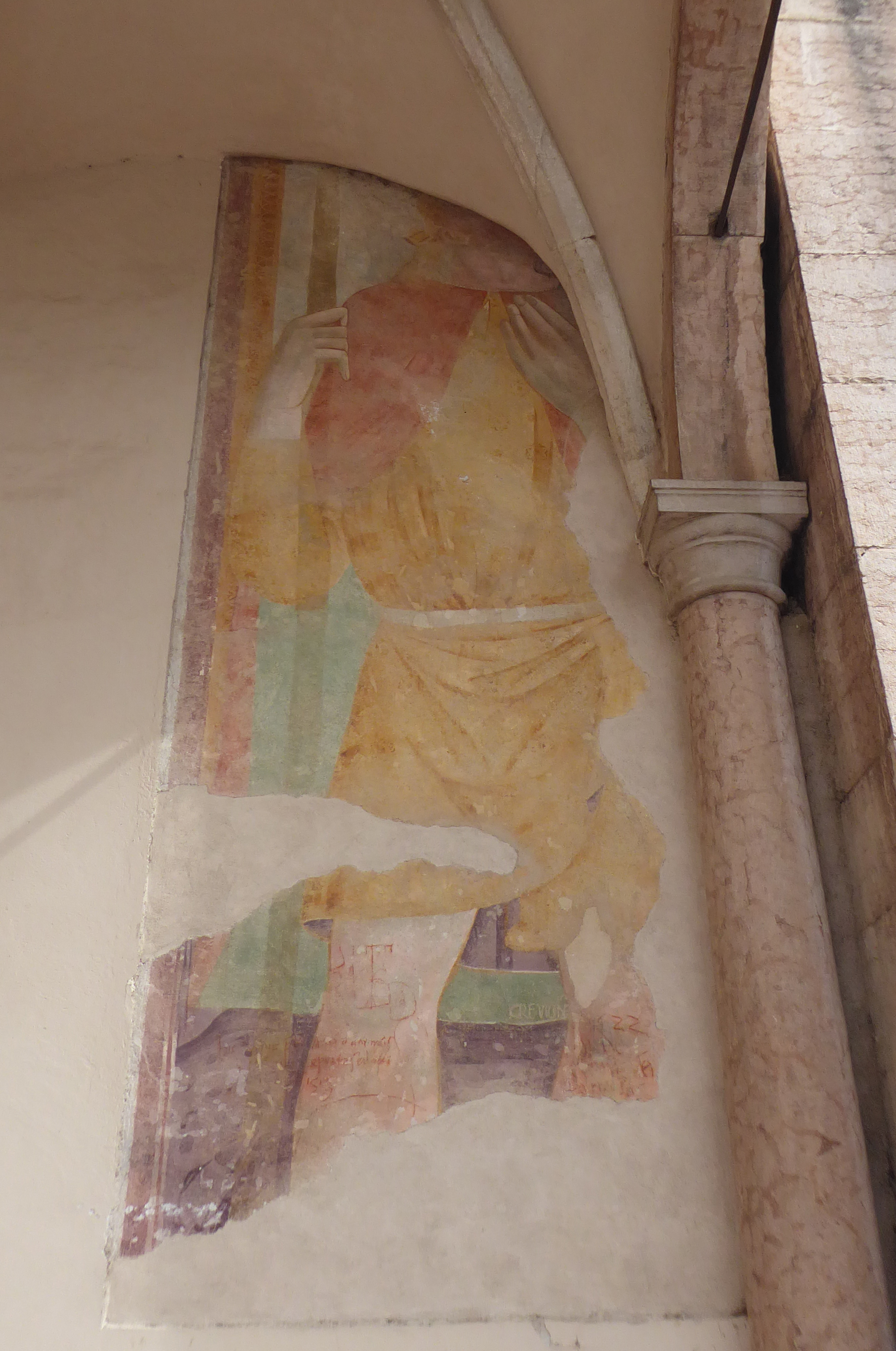
Particolare dell'affresco raffigurante San Cristoforo in facciata

Durante la prima metà del XVI secolo la famiglia Madruzzo decise la sua riedificazione con un ampliamento che riguardò sia la navata, che venne anche sopraelevata, sia il presbiterio. La facciata assunse un aspetto compiuto con un nuovo pronao davanti al portale principale mentre il portale laterale venne arricchito con un protiro. Anche la parte presbiteriale fu ampliata. Venne poi eretta la cappella laterale dedicata alla famiglia Madruzzo, arricchita di affreschi attribuiti a Marcello Fogolino. Negli ultimi anni del secolo il portale maggiore venne quasi certamente reso più ampio.
Nella seconda metà del secolo seguente fu eretta la cappella dedicata al Rosario che venne affrescata ed arricchita di stucchi e tele.
Circa un secolo più tardi due grandi finestre prima esistenti nella parte presbiteriale vennero murate.
Nel 1867 altre due grandi finestre, poste sulla parete a sud, vennero ridotte a lunette.
All'inizio del secondo decennio del XX secolo Sigismondo Nardi decorò il presbiterio.
Negli anni settanta l'edificio venne ritinteggiato e furono restaurati gli affreschi presbiteriali. Durante i lavori esterni fu riscoperto un affresco già presente sulla facciata.
Gli ultimi interventi conservativi si sono avuti nel 1993, quando si restaurarono molte decorazioni a stucco, ad affresco o in tele.

## Descrizione
La facciata della chiesa ha un aspetto particolare, con un pronao in stile rinascimentale appoggiato alla parete e in alto un timpano classicheggiante. Lateralmente ed in modo asimmetrico si alza la torre campanaria. L'affresco riportato in luce durante i lavori nella seconda metà del XX secolo rappresenta la Madonna con San Cristoforo.
I ritratti ad affresco di membri della famiglia Madruzzo nella cappella a loro dedicata vengono attribuiti da alcuni a Tiziano Vecellio.